# Donje Brijanje
Donje Brijanje (en serbe cyrillique : Доње Бријање) est une localité de Serbie située sur le territoire de la Ville de Leskovac, district de Jablanica. Au recensement de 2011, elle comptait 1 278 habitants.
Donje Brijanje, officiellement classé parmi les villages de Serbie, est situé sur les bords de la Pusta reka.

## Démographie

### Évolution historique de la population
| 1948  | 1953  | 1961  | 1971  | 1981  | 1991  | 2002  | 2011  |
| ----- | ----- | ----- | ----- | ----- | ----- | ----- | ----- |
| 1 526 | 1 604 | 1 639 | 1 682 | 1 673 | 1 620 | 1 487 | 1 278 |

|  |